# Programme et équipement prioritaire de recherche
 (29 mars 2024).
Un programme et équipement prioritaire de recherche (PÉPR) est l'un des nouveaux dispositif français de financement de la recherche publique. 

Il vise à soutenir des programmes de recherche ambitieux et « structurants », pour notamment accélérer les progrès dans les domaines de la santé et de la transition écologique de la France en mobilisant des moyens importants durant plusieurs années.
Les PÉPR s'articulent chacun autour d'une thématique scientifique ou technologique estimée être d'enjeu majeur pour la France, et ils ont notamment pour objectif de renforcer la position française dans ce domaine, avec notamment (2024) les thèmes : vaccins, nucléaire, hydrogène, décarbonation de l’économie, agroécologie, technologies numériques, recyclage des déchets, forêt..).

## Origine et histoire
Les PÉPR ont été créés en 2010 dans le cadre du Grand emprunt, s'inscrivant dans une volonté de l'État français de soutenir la recherche publique, la Recherche scientifique en France, et de renforcer la compétitivité économique de la Nation dans les domaines scientifiques et technologiques clés, alors que des dispositifs de financement de la recherche assez similaires émergeaient dans d'autres pays, tels que par exemple les "Grand Challenges" aux États-Unis ou les "ERA-NETs" en Europe. 
La 4ème vague du PIA (PIA4),  annoncée en 2021 a poursuivi le soutien aux transformations des établissements lauréats des précédentes vagues, mais avec un objectif nouveau : financer des investissements exceptionnels sur quelques filières industrielles ou technologies clés pour l'avenir, via les Programmes et équipements prioritaires de recherche (PÉPR).
Depuis leur création, plusieurs vagues d'appel à projets ont été lancées, qui ont financé des PÉPR dans des domaines variés et à enjeux forts, dont par exemple la santé, l'énergie, l'environnement, le numérique, etc.

## Spécificités
Selon Arnauld de Sartre (2024), les PÉPR ont 5 caractéristiques en commun.
1. « concentration des financements sur un petit nombre de thématiques d’accélération et d’exploration. 
L’accélération porte sur des sujets choisis par le gouvernement, destinés à rattraper un retard ou à se positionner sur une question différenciante : on ne s’étonnera pas d’y retrouver les vaccins, le nucléaire, l’hydrogène, la décarbonation de l’économie, l’agroécologie et les technologies numériques, le recyclage des déchets. Les thématiques d’exploration sont proposées par les organismes de recherche – ce qui fait dire qu’elles sont bottom-up, là où l’accélération est top-down. Concrètement, un appel à manifestation d'intérêt a permis de faire émerger des idées et des « pilotes de projet », dont certains ont été considérés comme pertinents et invités à déposer des projets auprès de l’Agence nationale de la recherche (ANR5) »[2].
2. « accent mis sur l’innovation
 – notamment relative aux thématiques d’accélération, sous la forme de programmes de prématuration et de maturation. Dans un programme d’investissements d’avenir, c’est normal, dira-t-on, mais le lien avec l’innovation y est particulièrement fort »[2].
3. « interdisciplinarité (...) qui va au-delà de la dissémination des innovations qui leur est traditionnellement dévolue »[2].
4. liberté d'affectation des fonds « la manière dont la recherche est financée s’inscrit dans la continuité des précédents PIA : 
une fois qu’un programme est accepté, à la suite d’une évaluation par un jury international, il a une grande liberté pour affecter ses fonds. Le plus souvent, environ 10 % du montant global (en moyenne autour de 50 millions d’euros) sont consacrés à la coordination du programme ; deux tiers sont dédiés à des projets dont la thématique a été identifiée au moment du montage du programme ; le tiers restant étant distribué dans le cadre d’appels à propositions de recherche. Le montant minimum attribué à un projet est de l’ordre de 850 k€, mais il n’est pas rare qu’il atteigne plusieurs millions d’euros »[2].
5. « les organismes de recherche (...) sauf très rares exceptions, pilotent ces programmes, alors que les précédents PIA ciblaient les universités. Cela est cohérent avec le fait que les PÉPR financent des thématiques, non des institutions : une thématique pouvant être traitée en différents lieux, les organismes sont, dès lors, les mieux placés pour coordonner les recherches. Les connaisseurs de l’ESR ne pourront cependant pas s’empêcher de voir là une revanche des grands organismes de recherche sur les universités »[2].

## PÉPR labellisés
Parmi les PÉPR labellisés, figurent par exemple :
- PÉPR "France 2030 - Santé numérique" : Annoncé en 2021, dans le cadre de la stratégie d’accélération "Santé numérique" de France 2030, puis lancé le 7 juin 2023, porté par l'Inserm et l'Inria, il vise à développer des solutions numériques pour améliorer la prévention, le diagnostic et le traitement des maladies. Doté de 60 M€, il soutient 17 projets.
- PÉPR "France 2030 - Soutenir l'innovation pour développer de nouveaux procédés industriels largement décarbonés" ; lancé, le 30 juin 2023, doté de 70 millions d’euros, il est copiloté par le CNRS et l'IFPEN
- PÉPR "France 2030 - Intelligence artificielle" : vise à développer des technologies d'intelligence artificielle et à favoriser leur application dans des domaines d'intérêt public[3].

Voir liste complète

## Financements
Les PÉPR sont financés par l'État français, dans le cadre de France 2030 (nouveau nom donné au Programme d'investissements d'avenir (PIA), lancé par l’État après la Grande Récession de 2008 pour soutenir l’investissement et l’innovation), sous l'égide du  Ministère de l'Enseignement supérieur, de la Recherche et de l'Innovation. 
Le budget total prévu des PÉPR est d'environ 3 milliards d'euros sur la période 2020-2027. Il se subdivise comme suit :
- 2 milliards d’euros sont alloués aux PÉPR adossés aux stratégies nationales d'accélération.
- 1 milliard d’euros est prévu pour les PÉPR exploratoires.

## Analyses critiques
Les PÉPR ont fait l'objet de critiques, notamment en raison de leur concentration sur un nombre limité de thématiques et de leur mode de sélection, jugé par certains trop opaque.
Selon un éditorial de la revue Natures Sciences Sociétés, signé par Xavier Arnauld de Sartre et publié en mars 2024, l'innovation tend à être trop souvent uniquement considérée comme « technologique » (« dans les PÉPR, la transition énergétique est une question de substitution des énergies fossiles, d’efficacité technique, de réseaux électriques, mais pas de réduction des consommations… alors même que c’est là un très important levier pour atteindre la neutralité carbone ».
La science uniquement ou trop « mise au service de l’innovation » peut alors se réduire « à un rôle d’auxiliaire de stratégies définies hors d’elle. Comme on l’a souligné, la différence avec les précédents PIA est importante. Le caractère finalisé de la recherche que ces derniers promouvaient était moins prononcé : en finançant des infrastructures ou des institutions, ils soutenaient toutes les formes de recherche. Les PÉPR marquent, de ce point de vue, une rupture. Même si les financements accordés par des appels à propositions de recherche (eux-mêmes thématisés) de l’ANR augmentent, même si les PÉPR financent aussi de la recherche fondamentale, dite à bas TRL6, proportionnellement, la part de la recherche non finalisée continue à se réduire ».
Un risque d’instrumentalisation des SHS existe si elles sont appelées à produire de l’« acceptabilité sociale ». « Piloter l’innovation, c’est prendre le risque que le dispositif mis en place ne rencontre pas les aspirations de la « société ». De là à penser qu’il faille lui expliquer pourquoi l’innovation est bonne, voire qu’elle n’a pas d’autres choix que de l’accepter, il n’y a qu’un pas que certains scientifiques, souvent persuadés d’agir pour le bien de la « société », seront tentés de franchir ».